# King Camp Gillette
King Camp Gillette (Fond du Lac, 5 gennaio 1855 – Los Angeles, 9 luglio 1932) è stato un imprenditore e inventore statunitense, inventore del rasoio di sicurezza con lame usa e getta che porta il suo nome.
Lavorò dapprima come commesso viaggiatore; fu nel 1895, con mezzi di fortuna, che costruì il primo modello di rasoio di sicurezza, poi perfezionato nel 1901 dal suo socio, il meccanico William Emery Nickerson.
Al di là dell'attività inventiva, Gillette si dedicò anche a questioni di natura sociale, propugnando il pacifismo e scrivendo diversi libri sull'argomento.

## Biografia
Figlio di George Wolcott Gillette (1824-1903) e Fanny Lemira Camp (1827-1926). Discendente da un ramo di antica famiglia yankee stabilitosi nel Massachusetts nel 1630, King Camp Gillette nacque il 5 gennaio 1855 a Fond du Lac, nel Wisconsin; poco dopo la sua nascita, la sua famiglia si trasferì a Chicago, dove trascorse la fanciullezza.
Terminati gli studi, negli anni 1890 Gillette lavorò nel Midwest americano come rappresentante della Crown Cork and Seal Company, azienda produttrice di imballaggi. Gli anni che trascorse vendendo per conto della Crown sigilli di sughero, immediatamente buttati dopo l'apertura della bottiglia, furono fondamentali nell'insegnargli il valore di un business basato sulla vendita di prodotti destinati al consumo immediato; fu così, infatti, che gli venne l'idea di concepire lame da barba usa e getta.
L'invenzione di un utensile apposito per la rasatura si data nel 1680, quando a Sheffield si ideò il rasoio a mano libera: si trattava, tuttavia, di un attrezzo assai pericoloso e letale. La lama, infatti, era talmente affilata da essere in grado di sgozzare un essere umano, e per di più andava affilata periodicamente. Lo stesso Gillette, non approvando questo sistema che riteneva una fonte di pericoli e di perdita di tempo, inventò nel 1895 il rasoio di sicurezza; rispetto al suo predecessore, questo nuovo apparecchio non doveva essere affilato, era più economico ed era delle dimensioni adeguate per la rasatura del viso di un uomo adulto (il rasoio a mano libera, pur essendo assai esteso, impiegava solo un tratto brevissimo della lama aperta).
Consultatosi con il meccanico William Emery Nickerson, che gli fornì suggerimenti per perfezionarne la forma (affinché incernierasse meglio la lama), Gillette il 28 settembre 1901 fondò la American Safety Razor Company, brevettando il suo rasoio (marchio di registrazione: 0056921) nello stesso anno. Dopo aver intitolato la propria azienda a sé stesso (Gillette Company), nel 1903 diede avvio alla produzione di rasoi.

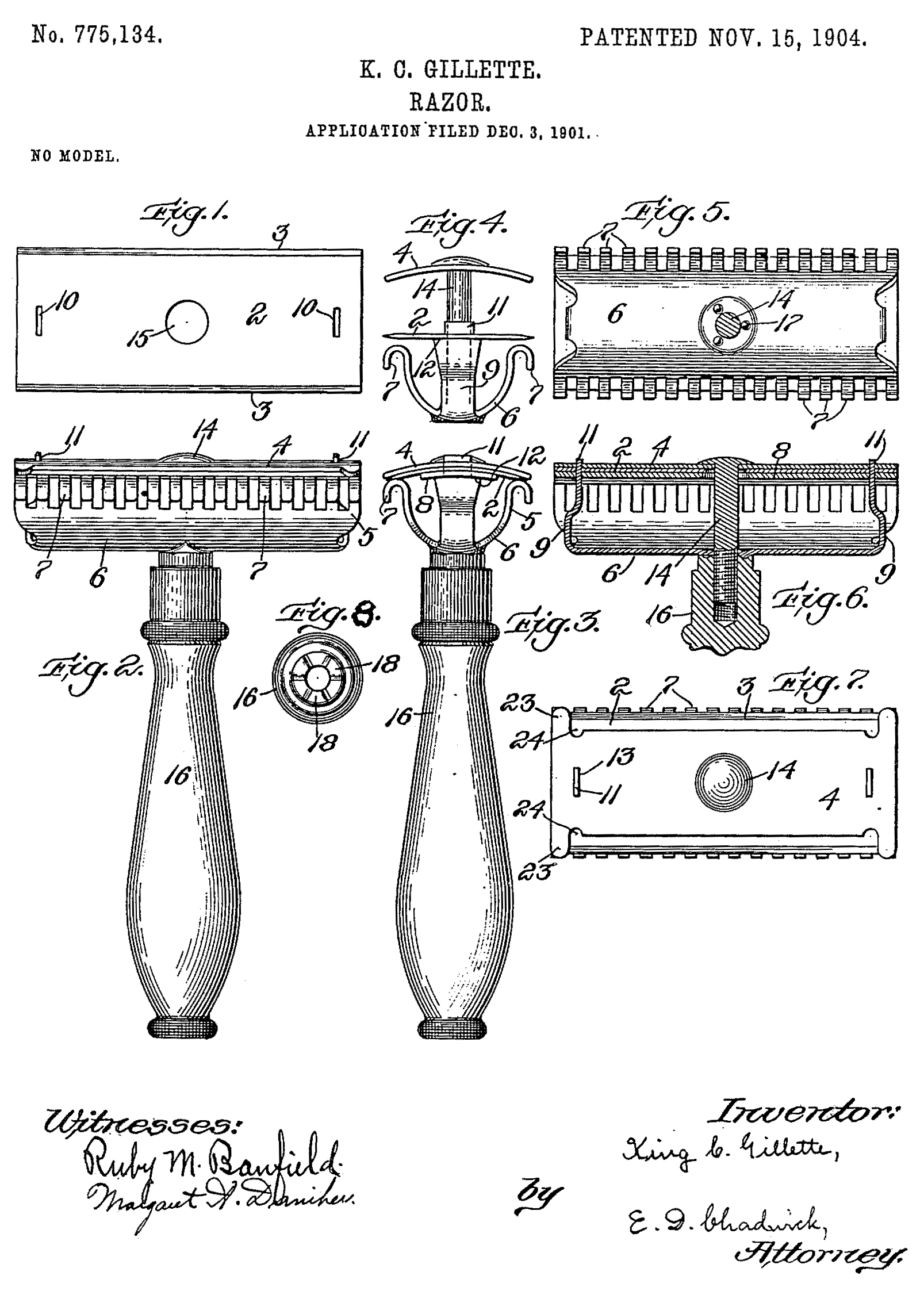
Disegno del brevetto del rasoio di Gillette

Dopo un inizio deludente, Gillette decise di ricorrere a una massiccia campagna pubblicitaria, intesa per segnalare al pubblico americano l'esistenza della nuova invenzione;  il reclame lo condusse ad uno sfolgorante successo, tanto che nel 1906 le vendite di rasoi si attestarono alle 90 000 unità, e quelle delle lamette raggiunsero quota 12 milioni. Il volto di Gillette iniziò ad essere effigiato su tutte le confezioni, e anche le milizie americane della prima guerra mondiale si radevano con il suo ingegnoso rasoio: l'uomo, ormai, era all'apice del successo.
King Camp Gillette morì il 9 luglio 1932 a Los Angeles, California; venne sepolto al Forest Lawn Memorial Park.

## Vita privata
Così come altri grandi industriali del suo tempo, Gillette fu un socialista utopico. Fu anche membro della Massoneria. Nel 1894 scrisse un libro, The Human Drift, in cui propugnava la costruzione di una gigantesca città, Metropolis, alimentata dalle cascate del Niagara; è della stessa opera l'archetipo secondo cui l'intera industria dovrebbe essere sostituita da una singola società per azioni, posseduta dal pubblico. Parlò di questioni sociali e di pacifismo anche nelle opere World Corporation (1910) e The People's Corporation; combatté anche in difesa dell'assistenza e dei servizi sociali per gli operai, applicandoli anche all'interno delle proprie fabbriche.
Gillette sposò Alanta "Lantie" Ella Gaines (1868-1951), figlia di un petroliere dell'Ohio, nel 1890; il matrimonio fu coronato dalla nascita di un figlio, King Gaines Gillette (1891-1955).